# Jogos Mundiais dos Policiais e Bombeiros
O World Police and Fire Games (WPFG) é um evento bienal de atletismo aberto ao pessoal de serviço ativos e aposentados da aplicação da lei e combate ao fogo em todo o mundo. A WPFG Federation é um braço da California Police Athletic Federation (CPAF), uma organização americana. Realizada a cada dois anos, os Jogos oferecem aproximadamente 60 desportos (e quase 80 disciplinas), incluindo a pesca amadora, luta livre e tiro com pistola. A participação é de cerca de 10.000 participantes, um número ligeiramente menor do que os Jogos Olímpicos, e superior a terceira posição titular, o Commonwealth Games.

## História
Em 1985, a World Police & Fire Games Federation, uma organização sem fins lucrativos, gerida pela Federação de Atletismo da Polícia da Califórnia, estabeleceu o World Police & Fire Games. Com o contínuo sucesso da California Games, o planejamento do primeiro World Police & Fire Games começou em 1983, sendo realizado em 1985 em San Jose, Califórnia. Até 1993, os 3 primeiros lugares em Bench Press, Grand Master-100 quilos, foram conquistados pelos americanos. Mas, em 1995, no 6º WPFG em Melbourne, um policial cipriota de 55 anos, Inspetor Andreas Savvides, que sofre de grave espondilite anquilosante, ganhou a medalha de bronze Bench Press. 
O maior dos jogos WPFG, realizado em 2009 em Metro Vancouver, Canadá, contou com a participação de mais de 10.500 atletas.

## Cidades
- 2022: Rotterdam, Holanda[1]
- 2019: Chengdu, China
- 2017: Los Angeles, Estados Unidos
- 2015: Fairfax County, Estados Unidos[2]
- 2013: Belfast, Irlanda do Norte[3]
- 2011: Nova Iorque, Estados Unidos[4]
- 2009: Metro Vancouver, Canadá[5]
- 2007: Adelaide, Austrália
- 2005: Quebec, Canadá
- 2003: Barcelona, Espanha
- 2001: Indianapolis, Estados Unidos
- 1999: Estocolmo, Suécia
- 1997: Calgary, Canadá
- 1995: Melbourne, Austrália
- 1993: Colorado Springs, Estados Unidos
- 1991: Memphis, Estados Unidos
- 1989: Vancouver, Canadá
- 1987: San Diego, Estados Unidos
- 1985: San Jose, Estados Unidos

1. ↑  «2022 World Police and Fire Games | Rotterdam 2022». Rotterdam 2022 World Police and Fire Games (em inglês). Cópia arquivada em 9 de julho de 2022
2. ↑  «2015 World Police and Fire Games | Fairfax 2015». Fairfax 2015 World Police and Fire Games
3. ↑  «2013 World Police and Fire Games | Belfast 2013». Belfast 2013 World Police and Fire Games. Arquivado do original em 12 de agosto de 2013
4. ↑  «2011 World Police and Fire Games | New York 2011». New York 2011 World Police and Fire Games. Arquivado do original em 20 de junho de 2011
5. ↑  «2009 World Police and Fire Games | British Columbia 2009». British Columbia 2009 World Police Fire Games. Arquivado do original em 28 de julho de 2009